# Lekkoatletyka na Letnich Igrzyskach Paraolimpijskich 2012 – 200 metrów T38 mężczyzn
W biegu na 200 metrów kl. T38 mężczyzn podczas Letnich Igrzysk Paraolimpijskich 2012 rywalizowało ze sobą 11 zawodników. W konkursie udział wzięły osoby z porażeniem mózgowym, będące w niewielkim stopniu upośledzone.

## Wyniki

### Eliminacje
Bieg 1
| Poz. | Zawodnik           | Narodowość        | Rezultat | Uwagi |
| ---- | ------------------ | ----------------- | -------- | ----- |
| 1    | Evan O’Hanlon      | Australia         | 23,10    | Q     |
| 2    | Edson Pinheiro     | Brazylia          | 23,87    | Q     |
| 3    | Union Sekailwe     | Południowa Afryka | 24,01    | Q     |
| 4    | Abbes Saidi        | Tunezja           | 24,07    |       |
| 5    | Andriej Onufrienko | Ukraina           | 24,17    |       |

Bieg 2
| Poz. | Zawodnik                    | Narodowość        | Rezultat | Uwagi |
| ---- | --------------------------- | ----------------- | -------- | ----- |
| 1    | Dyan Buis                   | Południowa Afryka | 22,57    | Q     |
| 2    | Zhou Wenjun                 | Chiny             | 23,03    | Q     |
| 3    | Mohamed Farhat Chida        | Tunezja           | 23,32    | Q     |
| 4    | Tim Sullivan                | Australia         | 23,48    | q     |
| 5    | Lorenzo Albaladejo Martinez | Hiszpania         | 23,61    | q     |
| 6    | Mykyta Senyk                | Ukraina           | 24,22    |       |

### Finał
| Poz. | Zawodnik                    | Narodowość        | Rezultat | Uwagi |
| ---- | --------------------------- | ----------------- | -------- | ----- |
| 1    | Evan O’Hanlon               | Australia         | 21,82    | WR    |
| 2    | Dyan Buis                   | Południowa Afryka | 22,51    |       |
| 3    | Zhou Wenjun                 | Chiny             | 22,65    |       |
| 4    | Mohamed Farhat Chida        | Tunezja           | 22,81    |       |
| 5    | Tim Sullivan                | Australia         | 23,57    |       |
| 6    | Union Sekaliwe              | Południowa Afryka | 23,66    |       |
| 7    | Lorenzo Albaladejo Martinez | Hiszpania         | 23,76    |       |
|      | Edson Pinheiro              | Brazylia          | DNS      |       |